# Олександрівська селищна територіальна громада (Кіровоградська область)
Олександрівська селищна громада — територіальна громада в Україні, в Кропивницькому районі Кіровоградської області. Адміністративний центр — селище Олександрівка.
Площа громади — 1148,9 км², населення — 25 800 мешканців (2020).

## Населені пункти
У складі громади 3 селища (Олександрівка, Гайдамацьке і Лісове) та 50 сіл:
- Антонівка
- Бандурове
- Біляївка
- Бірки
- Бовтишка
- Букварка
- Бурякове
- Веселе
- Вищі Верещаки
- Гайове
- Голикове
- Григорівка
- Гутницька
- Івангород
- Іванівка
- Китайгород
- Красносілка
- Красносілля
- Кримки
- Липівка
- Любомирка
- Мар'янівка
- Миколаївка
- Михайлівка
- Могилів Курінь
- Настине
- Несваткове
- Нижчі Верещаки
- Нова Осота
- Омельгород
- Підлісне
- Плішки
- Польове
- Поселянівка
- Родниківка
- Роздолля
- Розумівка
- Ружичеве
- Світова Зірка
- Северинівка
- Соснівка
- Ставидла
- Стара Осота
- Стримівка
- Тарасівка
- Триліси
- Хайнівка
- Цвітне
- Ясинове
- Ясинуватка